# Mer Rouge
La mer Rouge (arabe : البحر الأحمر al-Bahr al-Ahmar, copte : ⲫⲓⲟⲙ ⲛ̀ϩⲁϩ Phiom enhah ou ⲫⲓⲟⲙ ⲛ̀ϣⲁⲣⲓ Phiom nšari, hébreu : ים סוף Yam Suf, araméen : ܝܡܐ ܣܘܡܩܐ Yammāʾ Summāqā, tigrinya : ቀይሕ ባሕሪ Qeyih Bahri, somali : Badda Cas 𐒁𐒖𐒆𐒆𐒖 𐒋𐒖𐒈.) est une mer intercontinentale bordière de l'océan Indien et située entre l'Afrique du Nord et le Moyen-Orient. Elle a une superficie d'environ 450 000 km2. C'est une mer d'une grande importance stratégique et commerciale qui permet aux navigateurs en provenance de la mer Méditerranée et à destination de l'océan Indien (ou vice-versa) d'éviter le contournement de l'Afrique par le cap de Bonne Espérance en passant par le canal de Suez au nord-ouest.

## Étymologie
« Mer Rouge » est une traduction directe du grec Erythra Thalassa (Ἐρυθρὰ Θάλασσα) et du latin Mare Rubrum.
En égyptien ancien elle était appelée Pꜣ-ym-ꜥꜣ-n(.y)-mw-ḳd (Pa-yem 'Aa en Mu-Ked). Les Romains la nommaient aussi Sinus Arabicus (le « golfe Arabique »). L'écrivain latin Quinte-Curce dans l'Histoire d'Alexandre le Grand, décrivant le paysage que ce dernier traverse durant le périple qui le mènera jusqu'en Inde, parle ainsi de la mer Rouge : « Son nom lui vient du roi Erythrus, c'est pourquoi les ignares croient que ses eaux sont rouges ». Selon lui, le nom de la mer provient du roi des contrées avoisinantes, tandis qu'en grec, le terme erythros signifie « rouge », d'où la confusion.
En afar, elle est appelée Qasa bad ou Qasa bada ; en copte ⲫⲓⲟⲙ ⲛ̀ϩⲁϩ Phiom Enhah ou ⲫⲓⲟⲙ ⲛ̀ϣⲁⲣⲓ Phiom Nšari ; en hébreu ים סוף Yam Suf (soit « mer des Roseaux », comme relevé par Rachi) ; en araméen ܝܡܐ ܣܘܡܩܐ Yammāʾ Summāqā ; en tigrinya : ቀይሕ ባሕሪ Qeyih Bahri ; en somali : Badda Cas.
Bien que normalement, la couleur de la mer Rouge soit d'un intense bleu-vert, une des hypothèses couramment avancées est qu'il se produit occasionnellement des blooms « d'algues » (en fait une cyanobactérie) de l'espèce Trichodesmium erythraeum. Celles-ci, lorsqu'elles meurent, donnent à l'eau une couleur rougeâtre en raison d'un pigment interne rouge, la phycoérythrine.
Cependant, il est possible que son nom provienne de la désignation universelle du point cardinal sud selon le code géo-chromatique utilisé depuis la plus haute Antiquité. Toutefois, en Arabie, le rouge désigne le point cardinal ouest depuis la sédentarisation et la constitution des frontières.

## Géographie

### Limites
L'Organisation hydrographique internationale détermine les limites de la mer Rouge de la façon suivante :
- Au nord :

Avec le golfe d'Aqaba : une ligne allant depuis le Ra’s al Qasbah (Ras al Fasma 28° 01′ 27″ N, 34° 37′ 28″ E) en direction du sud-ouest jusqu’à l’île du Requin (Jazīrāt Requin 27° 58′ 06″ N, 34° 35′ 27″ E), puis à travers l’île de Tiran (Jazīrat Tīrān) jusqu’à sa pointe sud-ouest (27° 54′ 41″ N, 34° 33′ 17″ E) et de là vers l’ouest sur le parallèle 27°54’41" de latitude nord jusqu’à la côte de la péninsule du Sinaï.
Avec le golfe de Suez : une ligne allant du Ra's Muhammad (27° 43′ 26″ N, 34° 14′ 50″ E) à la pointe sud de jazīrat Shākir (27° 26′ 53″ N, 34° 01′ 46″ E) et de là vers l'ouest sur le parallèle 27° 26′ 53″ N jusqu'à la côte d'Afrique.
- Au sud :

Une ligne joignant le Ra’s Ḩişn Murād (Ras Menheli) (12° 40′ 29″ N, 43° 30′ 17″ E), au Yémen, et Siyyân (Ra's Siyan 12° 28′ 53″ N, 43° 18′ 54″ E), à Djibouti.

### Localisation
La mer Rouge se situe entre l’Afrique et la péninsule Arabique. Au sud, la mer Rouge communique avec le golfe d'Aden par le détroit de Bab-el-Mandeb. Au nord, deux golfes, séparés par la péninsule du Sinaï, lui sont adjacents : à l’ouest, le golfe de Suez (qui communique avec la Méditerranée par le canal de Suez) ; à l’est, le golfe d'Aqaba. Il est utile de préciser que, selon l'Organisation hydrographique internationale (voir ci-dessus), ces deux golfes sont des espaces maritimes à part entière et qui, par conséquent, ne font pas partie de la mer Rouge.
La mer Rouge a une longueur d’à peu près 1 955 km (depuis le parallèle 27°54'41" au large de l'ile de Tīrān jusqu'au milieu du Bab-el-Mandeb), pour une largeur maximale de 365 km (entre Arkiko, en Erythrée et Dana Bay, en Arabie saoudite) et une profondeur maximale de 2 500 mètres dans la fosse médiane centrale, avec une profondeur moyenne de 500 mètres.
Elle est parsemée de différents archipels et îles parmi lesquels, du nord au sud, on note : l'île de Tiran, l'île du Requin, Sanafir, Giftoun, Zabargad, l’archipel des Dahlak, les îles Farasan ou les îles Hanish. Il faut ajouter à cette liste deux îles, Jabal at-Tair et Djebel Zubair, qui ont la particularité d'abriter chacune un volcan de rift.
Les pays bordant la mer Rouge sont l'Égypte, le Soudan, l'Érythrée, Djibouti, le Yémen et l'Arabie saoudite.
Parmi les villes côtières de la mer Rouge les plus connues sont : Assab, Port-Soudan, Port Safaga, Hurghada, Charm el-Cheikh, Douba, Yanbu, Djeddah, Jizan et al-Hodeïda.

## Climat
Les températures de surface de l’eau de la mer Rouge sont relativement constantes, entre 21 et 25 °C, ce qui en fait l’une des mers les plus chaudes du monde. La visibilité reste relativement bonne jusqu’à 200 mètres de profondeur mais les vents peuvent se lever rapidement et les courants marins se révéler traîtres.

## Faune et flore

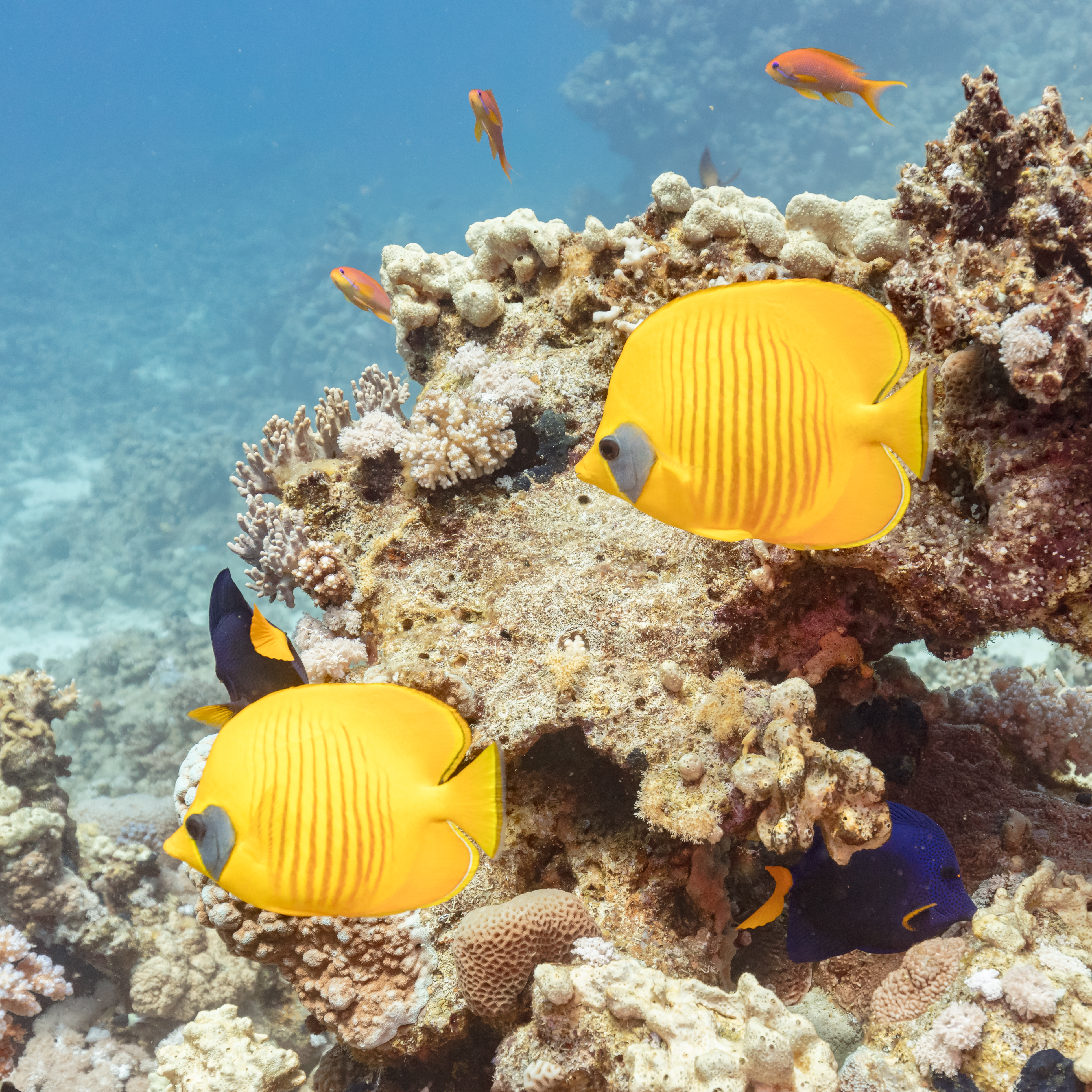
Chaetodon semilarvatus, avec à l'arrière plan Pseudanthias squamipinnis et Zebrasoma xanthurum. Au sol différentes espèces de coraux, comme Stylophora pistillata ou Xenia umbellata, dans la mer rouge, près de Temple, au large de Charm el-Cheikh, mars 2022.

Il y a de nombreux hauts-fonds en mer Rouge, renommés pour l’exubérance de la vie sous-marine qui s’y abrite, que ce soient de nombreuses variétés de poissons ou de magnifiques coraux. La température y est relativement élevée et permet à ces derniers de se développer de manière luxuriante. Elle est peuplée de milliers d'espèces d’invertébrés, de 250 espèces de coraux, de 1200 espèces de poissons dont  au moins 40 espèces de requins.
Depuis l'ouverture du canal de Suez en novembre 1869, plus d'un millier d'espèces marines en provenance de la mer Rouge — plancton, algues, invertébrés, poissons — ont migré vers le nord et se sont établis en mer Méditerranée. À tel point qu'un bon nombre de ces espèces introduites forment aujourd'hui une composante notable de l'écosystème méditerranéen.

### Salinité

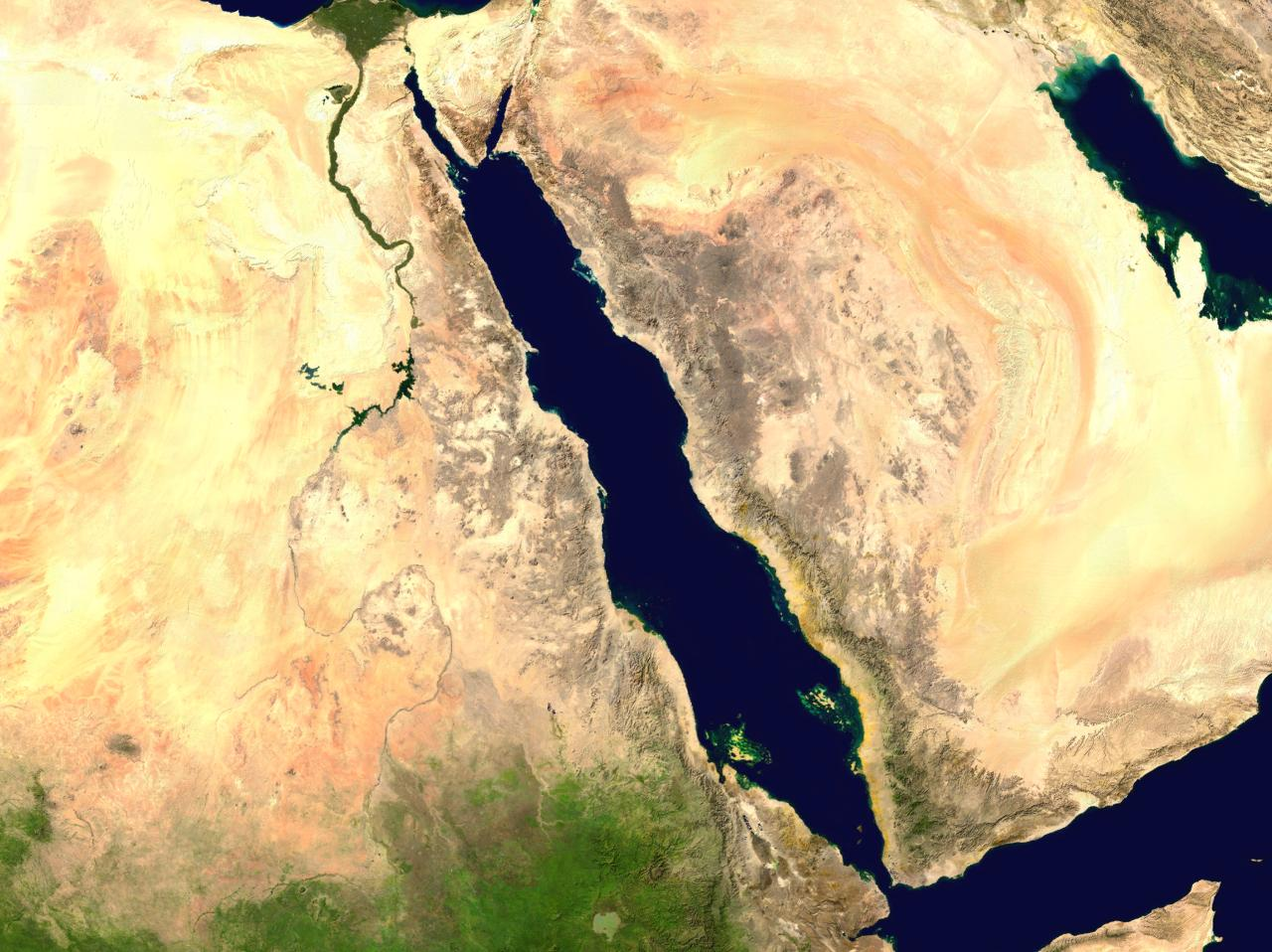
Les golfes de Suez, d'Aqaba et la mer Rouge vus par un satellite de la NASA.

La mer Rouge est l'une des mers les plus salées du globe avec une salinité de 42 USP alors que de façon générale les océans ont une salinité de 35 USP.
L'eau de la mer Rouge étant donc plus dense, le principe d'Archimède garantit qu'un corps flottera mieux que dans l'océan, à plus forte raison mieux que dans l'eau douce.

## Géologie
La mer Rouge s'est formée lors de la séparation de la plaque arabique de la plaque africaine. La divergence est datée de l'Oligocène (voir l'échelle des temps géologiques) et se poursuit de nos jours, ce qui explique l’existence d’une activité volcanique dans les parties les plus profondes. L'existence d'une dorsale active au fond de la mer Rouge en fait, d'un point de vue géologique, un océan. Si l'expansion des fonds océaniques se poursuit, la mer Rouge deviendra un océan au sens géographique du terme.

## Histoire
Les Égyptiens furent les premiers à tenter une mission d’exploration de la mer Rouge.
La Bible, dans le livre de l'Exode, raconte l’histoire célèbre de la traversée de la mer Rouge selon laquelle Moïse conduit les Israélites vers la liberté à travers l’eau, en utilisant la puissance de Dieu pour partager les eaux.
Ce fut un navigateur grec, Hippalus, qui donna une dimension internationale à la mer Rouge dans son manifeste sur le voyage de la mer d’Érythrée et ainsi l’ouvrit à un commerce immense et exclusif avec l’Asie.
Durant l'antiquité, Ptolémée II créa la majorité de la douzaine de ports qui existaient alors sur la Mer Rouge, ils n'ont pas tous été identifiés, les ports connus datant de cette époque sont les suivants :
- Clysma/Cleopatris (Suez),
- Myos Hormos (Quseir al-Qadim),
- Nechesia (Marsa Nakari)
- Berenike
- Philotera
- Ptolemais Theron (delta Nowarat au Soudan)
- Adulis (Galala en Érythrée).

Ces ports jalonnaient la côte occidentale de 200 km en 200 km, ils étaient principalement destinés à importer des éléphants de combat d'Afrique.
Quelques siècles plus tard fut créé le port d'Aydhab probablement par des armées musulmanes en route pour conquérir la Haute Égypte. Ce port fut ensuite utilisé pour effectuer le pèlerinage vers la Mecque.
Ce ne fut qu’à partir du XVe siècle environ que l’Europe commença à manifester de l’intérêt pour cette zone. Majeure comme lieu de circulation économique et militaire, la Mer Rouge devint alors un secteur d’affrontement entre Musulmans, chrétiens, Européens, etc. Les visées de conquête de l’Abyssinie notamment (actuelle Éthiopie) par les Portugais la rendirent d’autant plus difficile d’accès que les Musulmans y avaient pris le dessus et particulièrement sur le plan commercial.
En 1798, la France du Directoire envoya le général Bonaparte envahir l’Égypte dans le cadre d'une expédition militaire et scientifique.
L’ingénieur architecte Jean-Baptiste Lepère, qui prit part à l’expédition, renouvela le plan pour un canal qui avait été envisagé pendant le règne des Pharaons. Le canal de Suez fut ouvert en novembre 1869. À cette époque, les Anglais, les Français, et les Italiens partageaient les postes de commerce. Les postes furent progressivement démantelés après la Première Guerre mondiale. Après la Seconde Guerre mondiale, les Américains et les Soviétiques exercèrent leur influence pendant que le trafic pétrolier s’intensifiait. Cependant, la guerre des Six Jours culmina avec la fermeture du canal de Suez entre 1967 et 1975. Encore aujourd’hui, en dépit de patrouilles par les grandes flottes maritimes dans les eaux de la mer Rouge, le canal de Suez n’a jamais retrouvé sa suprématie sur la route du Cap, qui est maintenant considérée comme moins dangereuse.
En juin 2008, l'entreprise Middle East Development, basée à Dubaï et propriété de la famille Ben Laden, annonce qu'elle souhaite construire un pont de 28,5 km de long, au-dessus de la mer Rouge, afin de relier le Yémen et Djibouti. Le projet comprend également la création de zones urbaines de part et d'autre de l'ouvrage.
En 2016, des attaques ont lieu en mer rouge.
L'implication des Houthis durant la guerre à Gaza depuis 2023 avec essentiellement des attaques de missiles et de drones contre des navires affectent sérieusement la navigation. Les marines de plusieurs pays, dont celle des États-Unis dans le cadre de l'Opération Gardien de la prospérité, escorte les navires marchands.
Un bateau norvégien reliant la France métropolitaine à la Réunion est attaqué,. Les attaques conduisent Maersk, Hapag-Lloyd, CMA CGM et MSC à réduire leurs opérations dans cette mer. BP et Evergreen ont également cessé de fréquenter le détroit de Bab-el-Mandeb.

## Tourisme

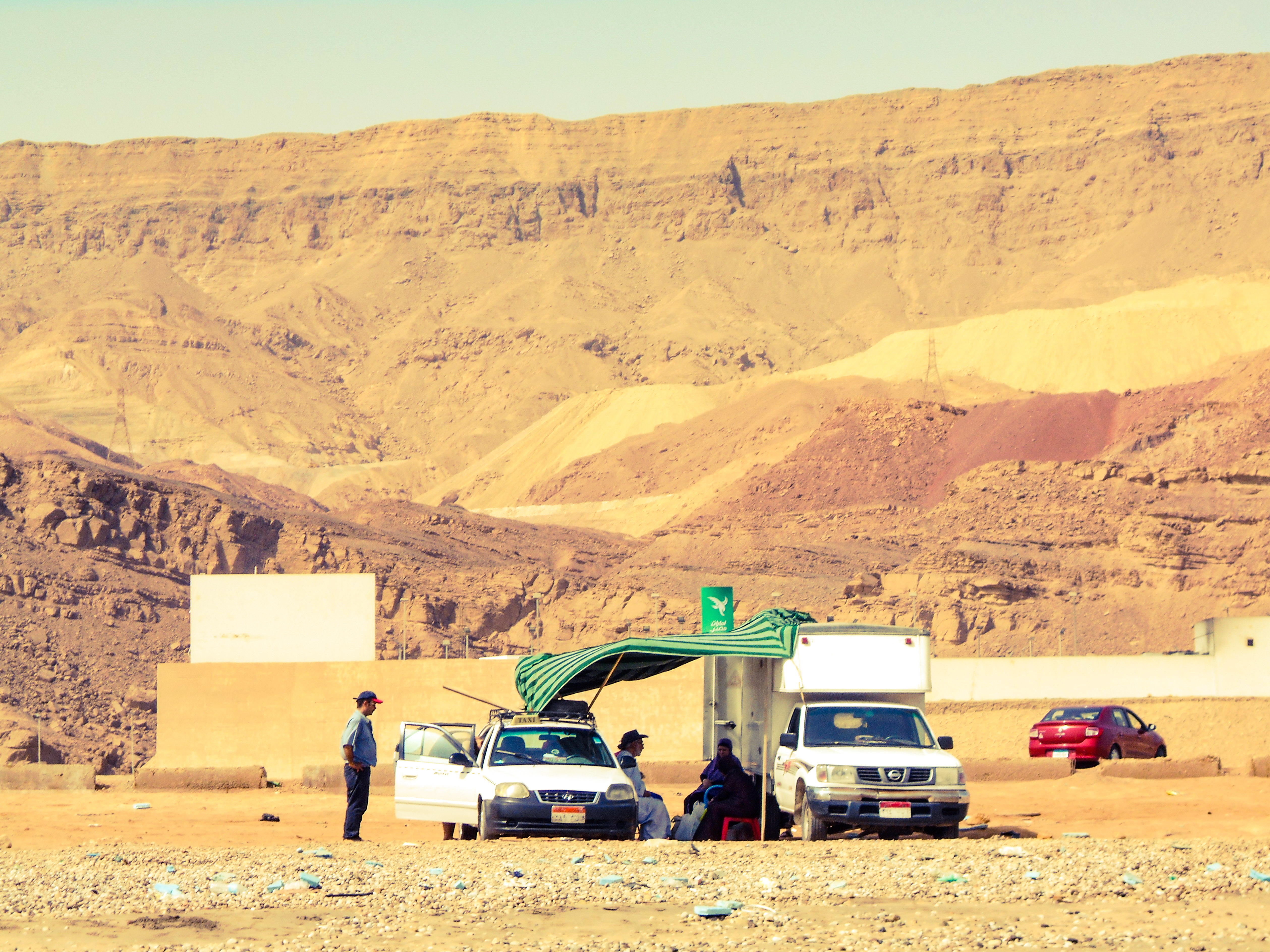
Famille égyptienne en camping au bord de la mer Rouge.

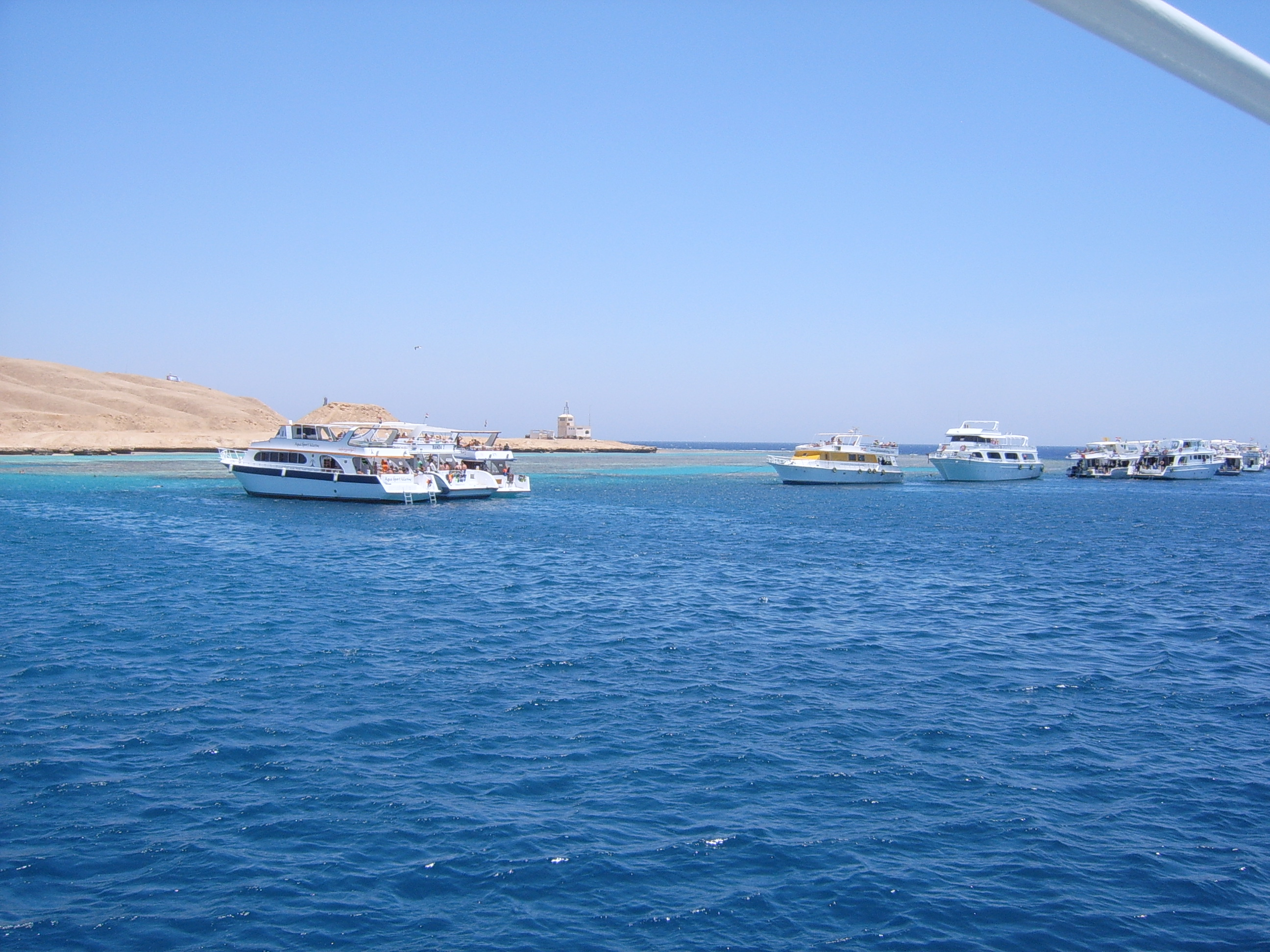
Site de plongée « Police Station » sur Giftoun Soraya à Hurghada.

La mer Rouge est une destination touristique réputée, notamment pour les amateurs de plongée sous-marine.
Des requins de type longimane et mako ont provoqué de graves accidents aux baigneurs (mutilation, amputation, noyade).

## Homonymie
- Un village de Louisiane aux États-Unis porte le nom de Mer Rouge.